# Qazaqstan Prem'er Ligasy 2010

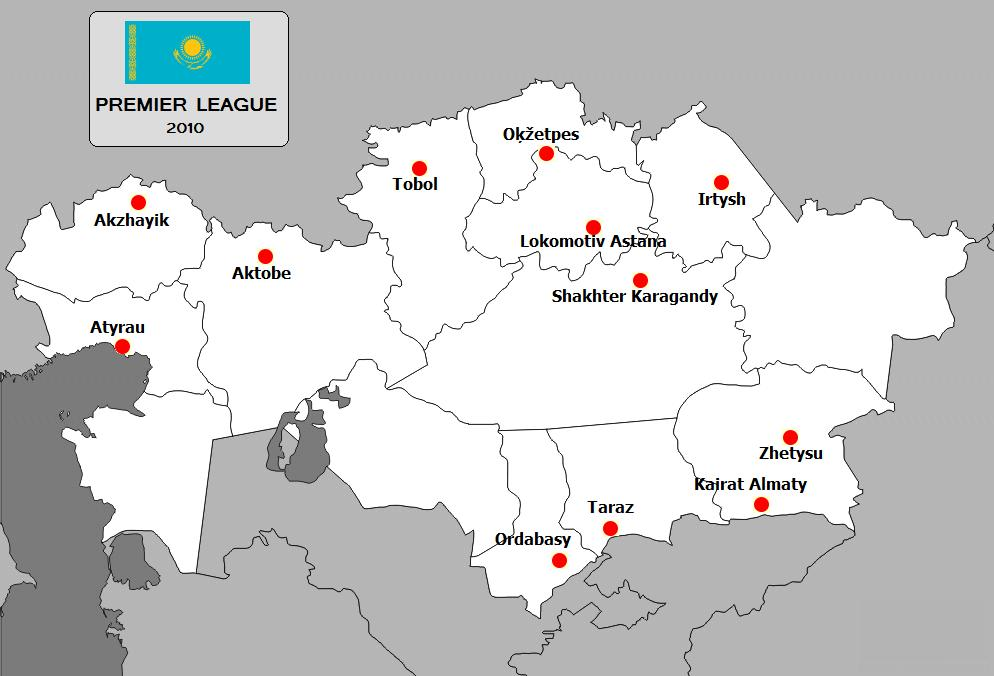
Distribuzione geografica delle squadre della Premier League kazaka 2010

Il campionato di calcio kazako 2010 è la 19ª edizione della manifestazione. Ebbe inizio il 22 marzo e si è concluso il 6 novembre 2010 con la vittoria del Tobol per la prima volta nella sua storia.

## Novità
Qyzyljar, Qaisar e Qazaqmıs furono retrocesse dopo aver concluso la stagione precedente negli ultimi tre posti. A seguito della decisione della FFK di ridurre le squadre da 14 a 12, si decise di promuovere solo i vincitori della seconda divisione, il Qairat.
L'Oqjetpes disputò lo spareggio promozione/retrocessione contro l'Aqjaıyq, perdendolo. Ciononostante mantenne la categoria in quanto il Vostok Óskemen fu retrocesso a tavolino per irregolarità finanziarie, decisione che fu presa soltanto dopo la disputa dello spareggio.

## Formula
Il campionato si articola in due fasi. Nella prima fase le 12 formazioni al via si sfidano per un totale di 22 giornate. Successivamente, in base alla classifica dopo la 22ª giornata, le prime sei squadre si affrontano fra di loro nel gruppo per stabilire la squadra campione del torneo e le qualificazioni europee, mentre le altre sei lottano per evitare la retrocessione.

La squadra campione del Kazakistan ha il diritto a partecipare alla UEFA Champions League 2011-2012, partendo dal secondo turno preliminare.

Le squadre classificate al secondo e terzo posto sono ammesse alla UEFA Europa League 2011-2012, partendo entrambe dal primo turno preliminare.

Il vincitore della Coppa 2010 è ammesso alla UEFA Europa League 2011-2012, partendo dal secondo turno preliminare.

## Squadre partecipanti
| Club              | Città       | Stadio                       | Stagione precedente         |
| ----------------- | ----------- | ---------------------------- | --------------------------- |
| Aqtöbe            | Aqtöbe      | Stadio Centrale              | Campione del Kazakistan     |
| Aqjaıyq           | Oral        | Stadio Petr Atoyan           | 2º posto in Birinşi Lïga    |
| Atyrau            | Atyrau      | Stadio Munajši               | 6º posto in Prem'er Ligasy  |
| Ertis             | Pavlodar    | Stadio Centrale              | 9º posto in Prem'er Ligasy  |
| Jetisý            | Taldıqorğan | Stadio Jetisw                | 5º posto in Prem'er Ligasy  |
| Lokomotıv Astana  | Astana      | Astana Arena                 | 2º posto in Prem'er Ligasy  |
| Oqjetpes          | Kökşetaw    | Stadio Oqjetpes              | 11º posto in Prem'er Ligasy |
| Ordabasy          | Şımkent     | Stadio Qajımuqan Muñaýtpasov | 7º posto in Prem'er Ligasy  |
| Qairat            | Almaty      | Stadio Centrale              | 1º posto in Birinşi Lïga    |
| Shahter Qaraǵandy | Karaganda   | Stadio Şaxter                | 3º posto in Prem'er Ligasy  |
| Taraz             | Taraz       | Stadio Centrale              | 8º posto in Prem'er Ligasy  |
| Tobyl             | Qostanay    | Stadio Centrale              | 4º posto in Prem'er Ligasy  |

## Prima fase

### Classifica finale
|  | Pos. | Squadra           | Pt | G  | V  | N | P  | GF | GS | DR  |
|  | ---- | ----------------- | -- | -- | -- | - | -- | -- | -- | --- |
|  | 1.   | Tobyl             | 47 | 22 | 14 | 5 | 3  | 39 | 15 | +24 |
|  | 2.   | Ertis             | 43 | 22 | 12 | 7 | 3  | 30 | 16 | +14 |
|  | 3.   | Aqtöbe            | 37 | 22 | 11 | 4 | 7  | 32 | 22 | +10 |
|  | 4.   | Shahter Qaraǵandy | 37 | 22 | 11 | 4 | 7  | 28 | 19 | +9  |
|  | 5.   | Lokomotıv Astana  | 36 | 22 | 11 | 3 | 8  | 33 | 21 | +12 |
|  | 6.   | Atyrau            | 36 | 22 | 11 | 3 | 8  | 29 | 26 | +3  |
|  | 7.   | Jetisý            | 34 | 22 | 9  | 7 | 6  | 22 | 16 | +6  |
|  | 8.   | Ordabasy          | 30 | 22 | 8  | 6 | 8  | 20 | 20 | 0   |
|  | 9.   | Qairat            | 20 | 22 | 4  | 8 | 10 | 11 | 22 | -11 |
|  | 10.  | Taraz             | 18 | 22 | 4  | 6 | 12 | 21 | 33 | -12 |
|  | 11.  | Aqjaıyq           | 14 | 22 | 3  | 5 | 14 | 19 | 43 | -24 |
|  | 12.  | Oqjetpes          | 13 | 22 | 3  | 4 | 15 | 16 | 45 | -29 |

Legenda:
      Ammesse alla poule scudetto
      Ammesse alla poule retrocessione
Note:
Tre punti a vittoria, uno a pareggio, zero a sconfitta.

## Poule scudetto
|                       | Pos. | Squadra           | Pt | G  | V  | N | P  | GF | GS | DR  |
| --------------------- | ---- | ----------------- | -- | -- | -- | - | -- | -- | -- | --- |
| Kazakistan (bandiera) | 1.   | Tobyl             | 64 | 32 | 19 | 7 | 6  | 53 | 25 | +28 |
|                       | 2.   | Aqtöbe            | 63 | 32 | 19 | 6 | 7  | 56 | 30 | +26 |
|                       | 3.   | Ertis             | 56 | 32 | 16 | 8 | 8  | 39 | 30 | +9  |
|                       | 4.   | Lokomotıv Astana  | 50 | 32 | 14 | 8 | 10 | 41 | 28 | +13 |
|                       | 5.   | Atyrau            | 44 | 32 | 13 | 5 | 14 | 36 | 44 | -8  |
|                       | 6.   | Shahter Qaraǵandy | 41 | 32 | 11 | 8 | 13 | 32 | 30 | +2  |

Legenda:
      Campione del Kazakistan e ammessa alla UEFA Champions League 2011-2012
      Ammesse alla UEFA Europa League 2011-2012
Note:
Tre punti a vittoria, uno a pareggio, zero a sconfitta.

## Poule retrocessione
|  | Pos. | Squadra  | Pt | G  | V  | N  | P  | GF | GS | DR  |
|  | ---- | -------- | -- | -- | -- | -- | -- | -- | -- | --- |
|  | 7.   | Jetisý   | 49 | 32 | 13 | 10 | 9  | 36 | 26 | +10 |
|  | 8.   | Ordabasy | 45 | 32 | 12 | 9  | 11 | 37 | 34 | +3  |
|  | 9.   | Taraz    | 37 | 32 | 19 | 10 | 13 | 36 | 40 | -4  |
|  | 10.  | Qairat   | 29 | 32 | 6  | 11 | 15 | 17 | 38 | -21 |
|  | 11.  | Aqjaıyq  | 26 | 32 | 7  | 5  | 20 | 33 | 58 | -23 |
|  | 12.  | Oqjetpes | 25 | 32 | 6  | 7  | 19 | 24 | 57 | -33 |

Legenda:
      Retrocesse in Birinşi Lïga 2011
Note:
Tre punti a vittoria, uno a pareggio, zero a sconfitta.

## Statistiche

### Classifica marcatori
|  | Gol | Marcatore                          | Squadra          |
|  | --- | ---------------------------------- | ---------------- |
|  | 16  | Ulugbek Bakaev                     | Tobyl            |
|  | 15  | Nurbol Jumasqalıev Georgi Daskalov | Tobyl Ertis      |
|  | 14  | Moses Sakyi                        | Aqjaıyq          |
|  | 13  | Danilo Belić                       | Jetisý           |
|  | 11  | Igor Bugaiov                       | Lokomotıv Astana |
|  | 10  | Murat Tileşev                      | Aqtöbe           |

## Verdetti
- Campione del Kazakistan:  Tobyl
- UEFA Champions League 2011-2012 2º turno preliminare:  Tobyl
- UEFA Europa League 2011-2012 2º turno preliminare:  Aqtöbe
- UEFA Europa League 2011-2012 1º turno preliminare:  Ertis e  Shahter Qaraǵandy
- Retrocesse:  Aqjaıyq,  Oqjetpes